# Gajdos Zoltán
Gajdos Zoltán (Szolnok, 1988. július 26. –) magyar humorista, vasúti jegyvizsgáló.

## Humorista karrier
Gajdos Zoltán 2010-ben lépett először színpadra, kisebb klubokban bontogatta a szárnyait, majd 2012-ben szerződtette az RTL Klub Showder Klub című műsora. Gyakran emlegetik[forrás?] a vasutas standup-osként, főállásban ma is a MÁV-nál dolgozik. Műsoraiban szívesen mutat görbe tükröt az utazóközönségnek. A Stand up comedy Humortársulat tagja.

## Magánélete
Mezőtúron él, 3 gyermek édesapja.